# Nowy Ratusz w Gdańsku
Nowy Ratusz w Gdańsku – neorenesansowy reprezentacyjny pałacyk wzniesiony w latach 1898–1901 przy ówczesnej ulicy Elizabethwall (obecnie Wały Jagiellońskie 1), obecnie siedziba Rady Miasta Gdańska, pełniąca również funkcję reprezentacyjną – udzielane są tu śluby. Znany potocznie jako Stary Żak ze względu na fakt, że dawniej był siedzibą Klubu Studentów Wybrzeża „Żak”.

## Historia

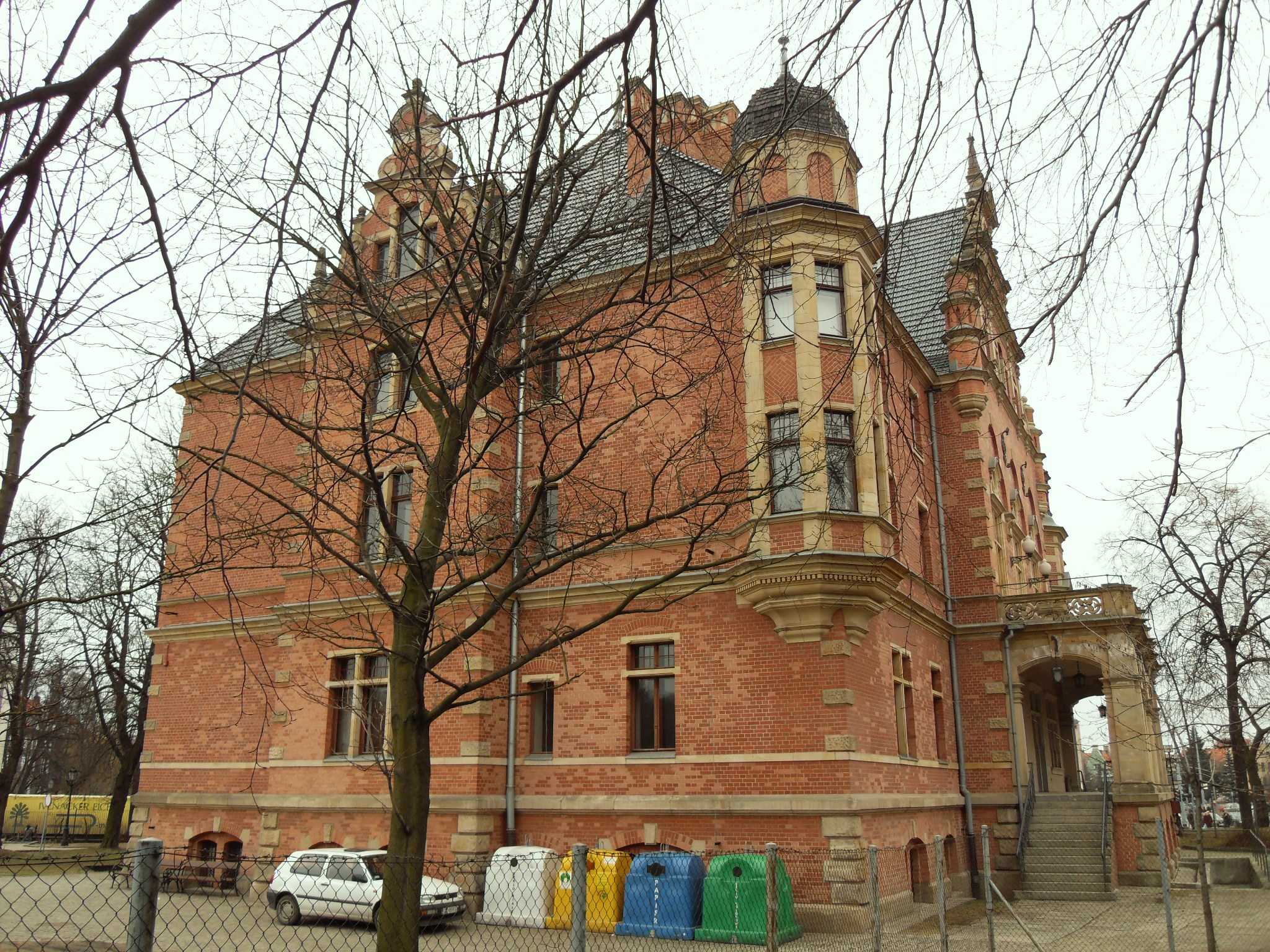
Pałacyk, 2011

Kompleks budynków, znanych jako Generalkommando, został zbudowany jako siedziba dowództwa pruskiego garnizonu w Gdańsku. Składał się z pałacyku, budynku stajennego, niezachowanej do dziś oficyny i parku o powierzchni 1,8 ha. Gmach został wzniesiony na miejscu zniwelowanych skarp Bastionu św. Elżbiety.
Budynek został wpisany do rejestru zabytków 17 kwietnia 1972, a w 1993 do rejestru dopisano stajnię, mur i park wchodzące w skład kompleksu. Obecnie obiekt znajduje się w rejestrze jako „Zespół Komendantury Garnizonu Pruskiego (d. Klub Studencki Żak) - ob. Ratusz (budynek główny, stajnia, mur ceglany, park)”.
Na przestrzeni lat budynek miał wielu użytkowników. Byli to kolejno:
- Generalna Komendantura Garnizonu Pruskiego,
- Dowództwo XVIII Korpusu Armijnego,
- gen. Richard Haking, głównodowodzący alianckimi siłami okupacyjnymi (1920),
- Wysoki Komisarz Ligi Narodów w okresie Wolnego Miasta Gdańska,
- Wehrkreiskommando i gauleiter Albert Forster (w czasie II wojny światowej),
- Komitet Miejski PZPR (1945–1957)[5],
- Klub Studentów Wybrzeża „Żak” (1957–1995)[6],
- Rada Miasta Gdańska (od 1999).

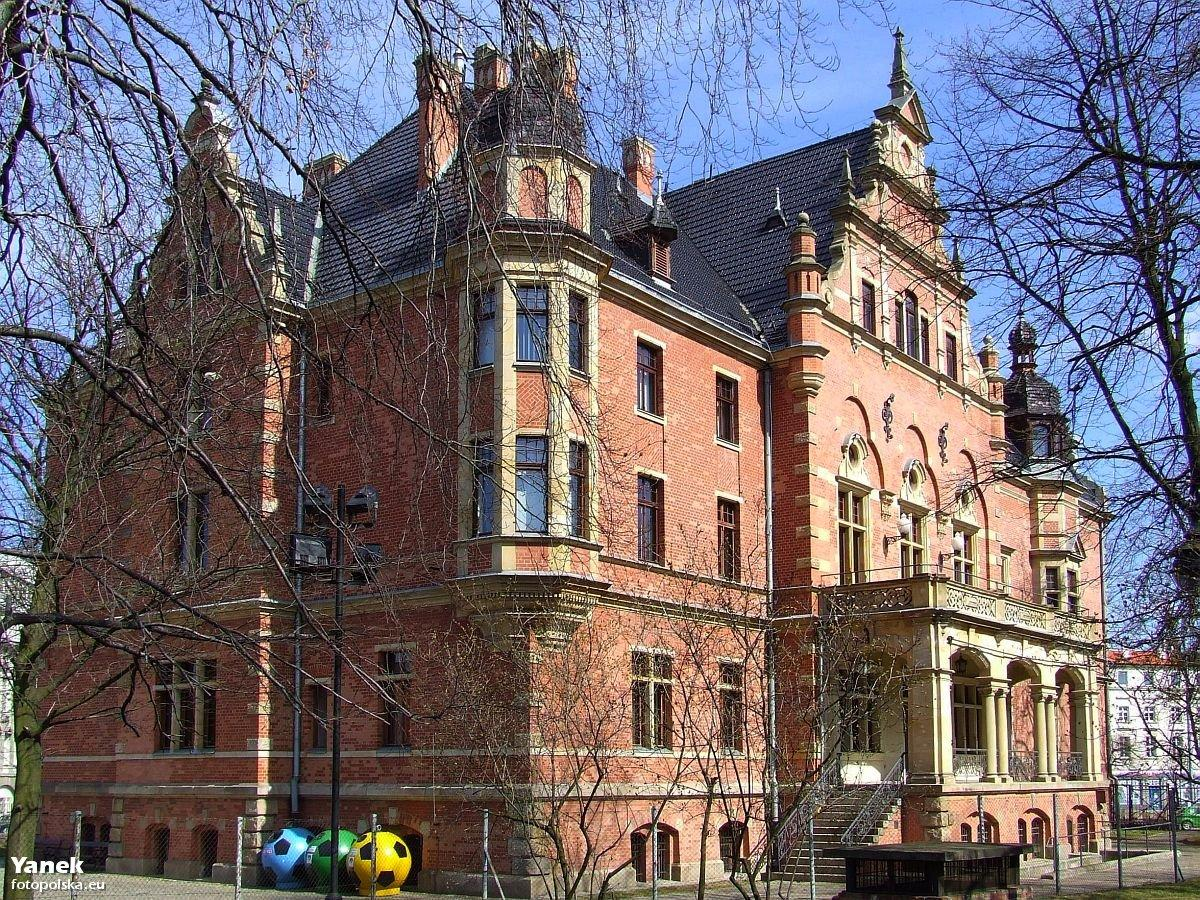
Tył budynku
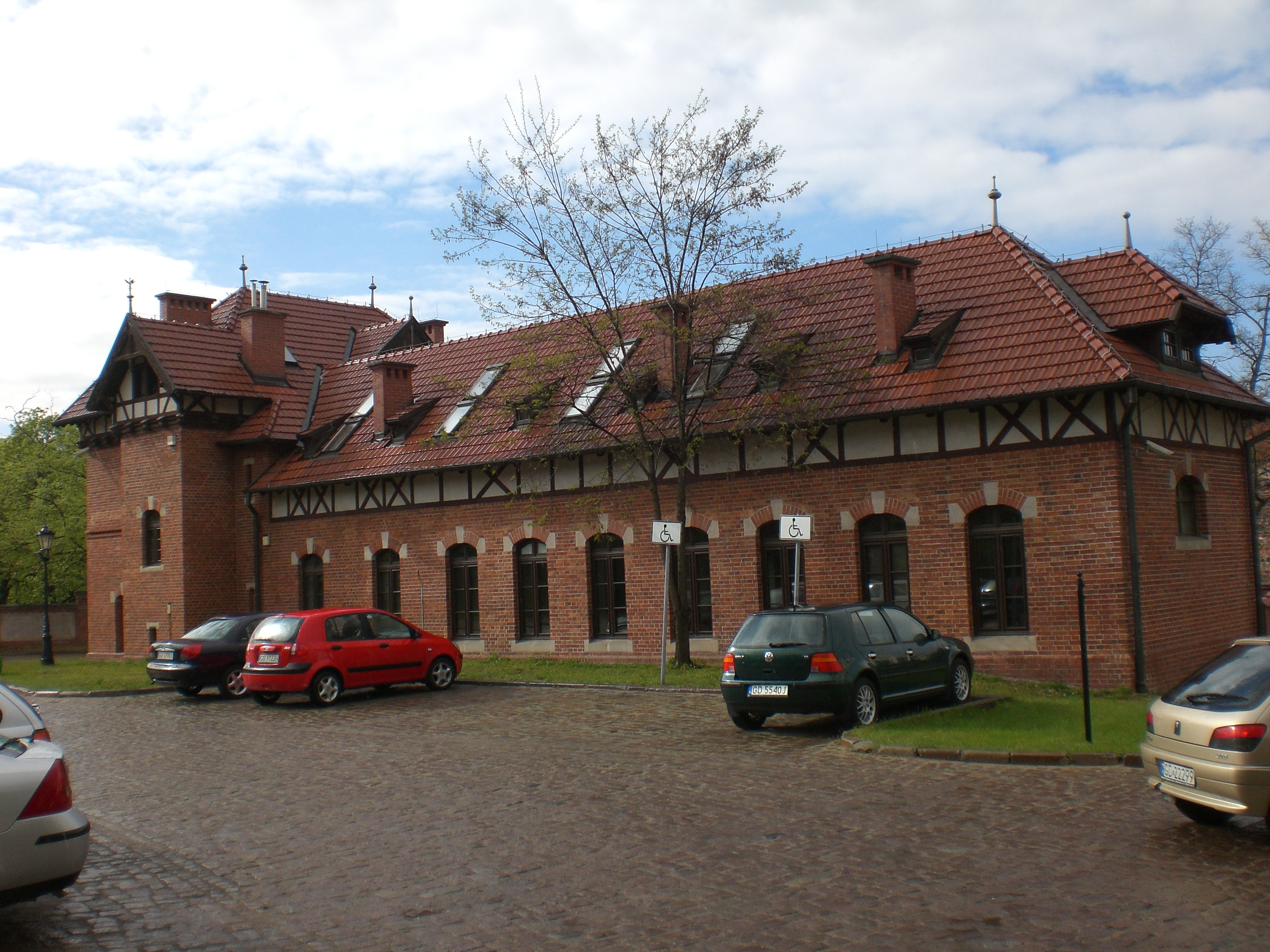
Stajnia
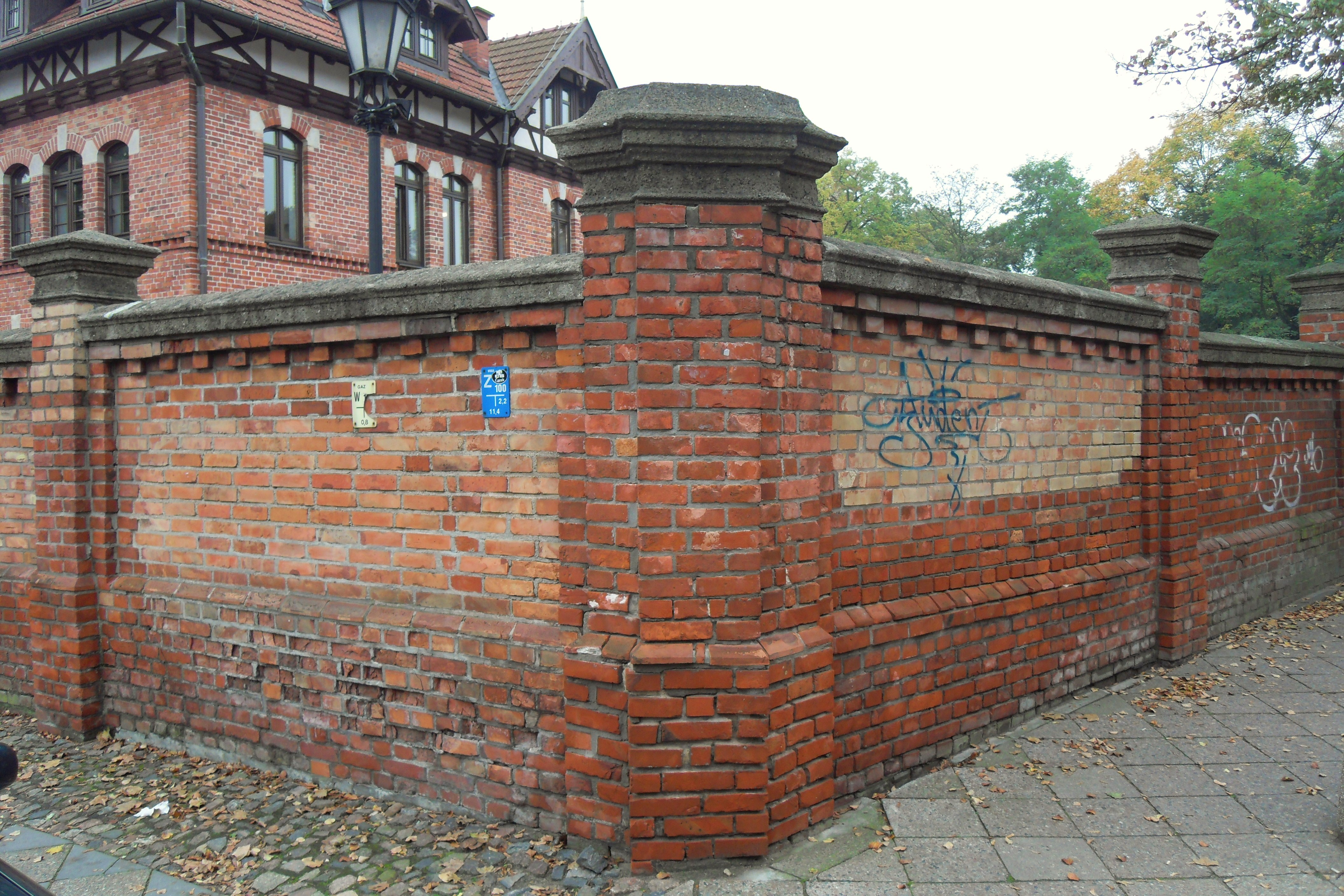
Mur
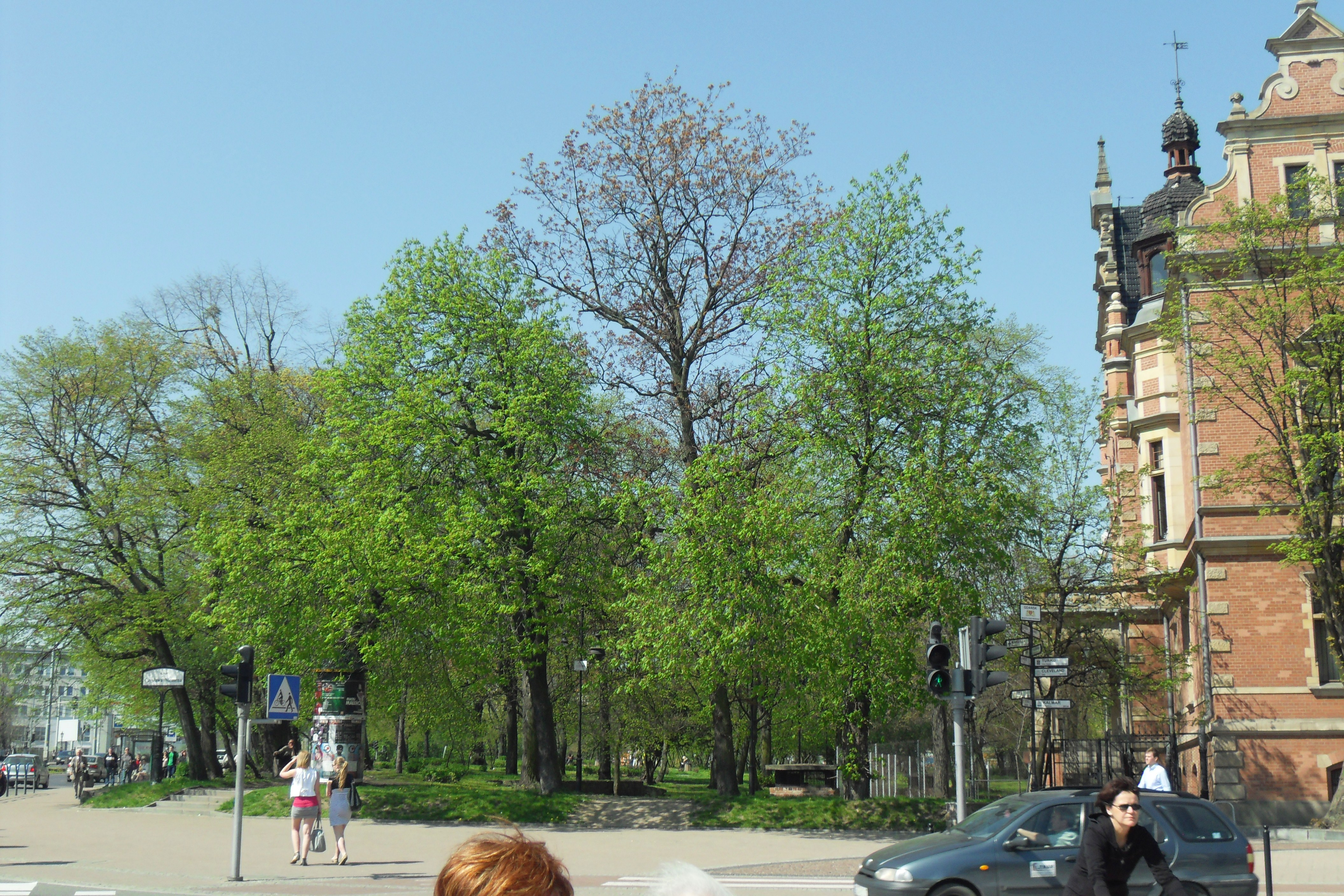
Park